# NGC 3668
NGC 3668 is een spiraalvormig sterrenstelsel in het sterrenbeeld Grote Beer. Het hemelobject werd op 20 maart 1790 ontdekt door de Duits-Britse astronoom William Herschel.

## Synoniemen
- UGC 6430
- MCG 11-14-23
- ZWG 314.26
- IRAS 11225+6343
- PGC 35123